# Louise Sebro
Louise Sebro (født 1973) er en dansk historiker, fil.dr. i historie fra Lunds Universitet 2010 med speciale i dansk vestindisk historie. Hun har virket som forsker inden for kolonihistorie ved Nationalmuseets etnografiske samling og været leder af Herregårdsmuseet Selsø Slot i Hornsherred. Hun er nu museumsinspektør ved Museum Lolland-Falster med ansvar for Reventlow-Museet Pederstrup.[kilde mangler]

## Forfatterskab
- Louise Sebro: "Kreoliseringen af eurocaribierne i Dansk Vestindien – sociale relationer og selvopfattelse" (Fortid og Nutid, juni 2005, s. 3-22) Arkiveret 25. maj 2006 hos  Wayback Machine
- Louise Sebro: Mellem afrikaner og kreol. Etnisk identitet og social navigation i Dansk Vestindien 1730-1770; Historiska Institutionen ved Lunds Universitet 2010 (ISBN 978-91-628-7995-2)
- Louise Sebro: Reventlow-Museet Pederstrup. 2022.
- Louise Sebro: Slaveoprøret på Sankt Jan 1733. 100 danmarkshistorier. Aarhus Universitetsforlag, 2023.